# Мельхорн, Юрген

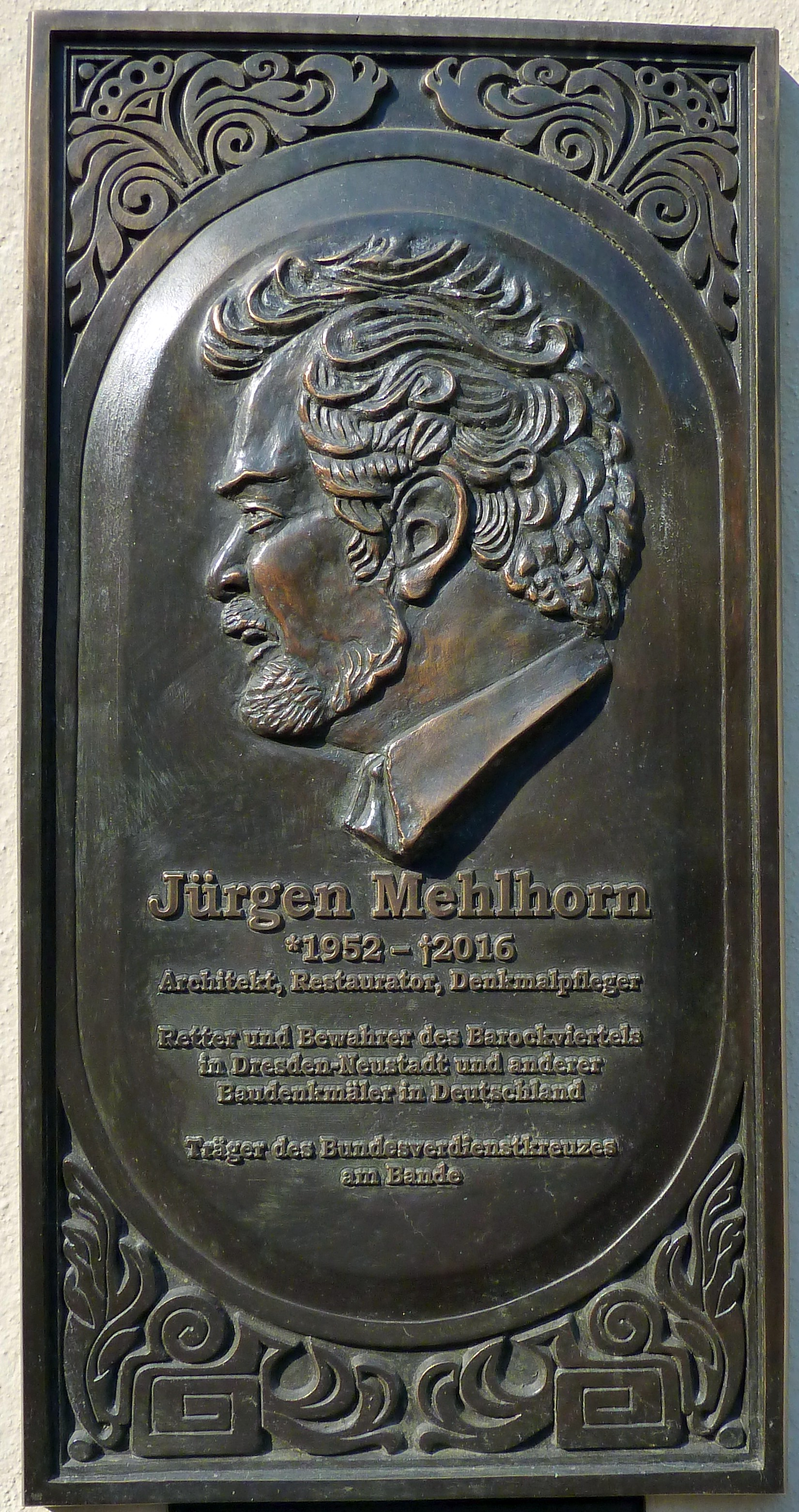
Мемориальная доска Ю. Мельхорну (J. Mehlhorn), здание Societaetstheater в Дрездене

Юрген Мельхорн (нем. Jürgen Mehlhorn, 31 марта 1952 — 9 августа 2016) — немецкий архитектор и специалист по охране памятников культуры.

## Биография

### Образование и профессия
Мельхорн изучал архитектуру в Техническом университете Дрездена с 1972 по 1976 год. В 1986 году он закончил аспирантуру по реставрации в Дрезденской Высшей школы изобразительных искусств.
С конца 1970-х годов Мельхорн работал в качестве молодого архитектора, ответственного за строительство, в бюро городского архитектора Дрездена, оказывая научную и реставрационную поддержку при восстановлении улицы Освобождения (после 1991 года — Hauptstraße (Хауптштрассе) — «Главная улица»). Юрген за большие деньги восстановил обветшавшие и изуродованные исторические здания до их первоначального состояния. Он также восстановил ценные городские дома на соседних улицах, на Королевской улице и Рэнитцгассе.
Мельхорн также был сторонником и участником реконструкции площади Ноймаркт в Дрездене. Ещё до падения Берлинской стены Юрген занимался восстановлением квартала VIII между Дворцовой улицей и Йоханнеумом, большое количество реконструкций которого также можно отнести к его работе.
Мельхорн занимался архитектурными памятниками и за пределами Дрездена, в том числе в городах: Пирна, Гёрлиц, Фрайберг, Гримма и Лейпциг.

### Творчество в районе «Барокфиртель» города Дрезден

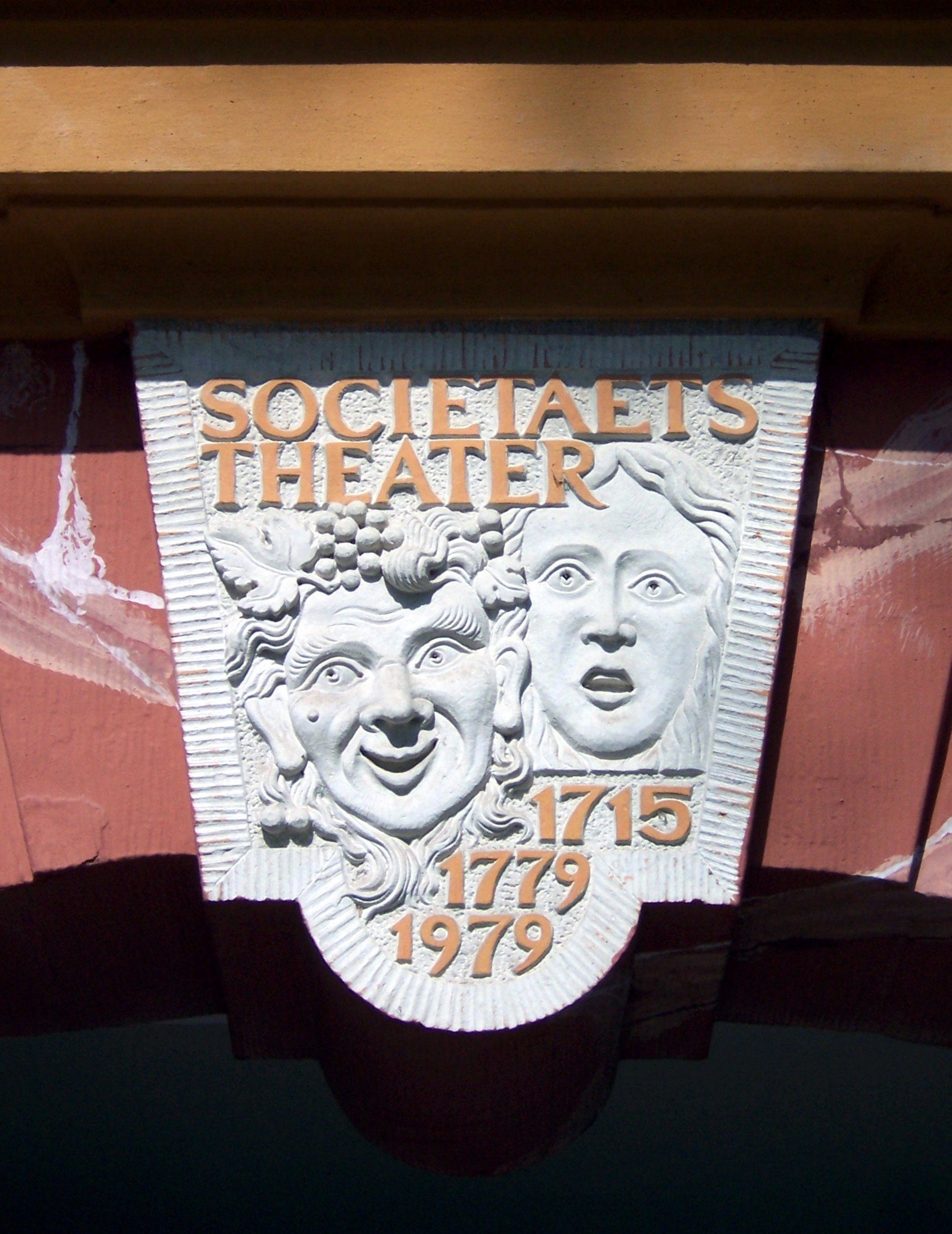
Замковый камень (1979) для ворот Кооперативного театра Дрездена (Societaetstheater Dresden)

Мельхорну также принадлежит заслуга в восстановлении здания Кооперативного театра между улицами Освобождения и Королевской и связанного с ним сада в стиле барокко. Основанный в 1776 году, дрезденский Кооперативный театр является старейшим театром Дрездена, поддерживаемым гражданским обществом. Театр пришлось закрыть в 1832 году по финансовым, социальным и политическим причинам. Здание использовалось для других целей и пришло в упадок с 1945 года. Срочно необходимый ремонт не проводился в 1950-х и 1960-х годах. С 1970-х годов здание пустовало. Планы, выпотрошить[проверить перевод] здание и затем снести его, не были реализованы во время реконструкции (с 1978 года) улицы Освобождения. Мельхорн сыграл важную роль в сохранении здания.
Мельхорну была поручена реконструкция старых городских домов на улице Освобождения, а значит, и старого земельного участка Кооперативного театра. Мельхорн изучал ветхое здание ещё в студенческие годы, а теперь использовал его в качестве склада для строительных материалов. Для фасада парадного здания на улицу Освобождения № 19 он спроектировал в 1979 году замковый камень для ворот с изображением двух лиц и надписью «Societaetstheater 1715 1779 1979». В 1985 году здание было включено в список охраняемых памятников ГДР. Основные работы по консервации были проведены осенью 1989 года. Театр смог возобновить работу в 1999 году.

## Признания
В мае 1981 года коллектив архитекторов под руководством Мельхорна был удостоен первой премии в конкурсе на лучшую архитектурную работу в ГДР за реконструкцию исторических зданий на улице Освобождения (Straße der Befreiung) в Дрездене. Инициатором премии стал журнал «Архитектура ГДР» («Architektur der DDR»).
В конкурсе на редизайн площади Ноймаркта в 1984 году Мельхорн совместно с Манфредом Вагнером и Кристиной Эммрих (Christine Emmrich) заняли четвёртое место. В 1993 году Мельхорн вместе со Штефаном Хенелем (Stefan Hähnel) занял четвёртое место в конкурсе на редизайн Правительственного квартала Дрездена.
В 2001 году Мельхорн был награждён орденом «За заслуги перед Федеративной Республикой Германия» за многолетнее творчество в архитектуру[проверить перевод].
Юрген Мельхорн умер 9 августа 2016 года и был похоронен на Внутреннем кладбище Нойштадта в Дрездене. В своём некрологе в 2016 году немецкая газета Dresdner Neueste Nachrichten назвала Мельхорна «спасителем Внутреннего Нойштадта» («mit Fug und Recht als Retter der Inneren Neustadt bezeichnet werden»).